# 앨리스 유
앨리스 유(2002년 ~ )는 대한민국의 가수이다.

## 방송
- 언더커버 (2025)

## 음반
- 모든 연진이들에게 (My Dream is U) (2023)
- <언더커버> Episode 3 (2025)
- Deep Dialogue (2025)